# ジェームス・ダウエル
ジェームス・ダウエル（James Dowell、1993年3月4日 - ）は、イギリスのランカシャー、ブラックプール出身のプロレスラー。WWEではジャガー・リード（Jagger Reid）のリングネームで活動していた。

## 来歴

### NXT UK
2017年1月、ドレイクは、NXT UK王座トーナメントに参加したが、第1ラウンドで、ジョセフ・コナーズに敗れた。2019年1月12日、ドレイクとギブソンは、NXT UKテイクオーバーのトーナメント決勝で、ムスタッシュ・マウンテン を破り、初代NXT UKタッグチーム王座になった。Blackpool IIで、グリズルド・ヤング・ヴェテランス、マーク・アンドリュース & モーガン・ウェブスター、インペリウムと対戦し、タイトルを獲得。2020ダスティ・ローデス・クラシックに参加し、準々決勝でKUSHIDA & アレックス・シェリーを破り、準決勝で、インペリウムの攻撃により、アンディスピューテッド・エラに勝利。

### NXT
2020年2月19日、グリズルド・ヤング・ヴェテランスが、NXTに加わり、ラウル・メンドーサとホアキン・ワイルドを破った。NXTタッグチーム・ダスティ・ローデス・タッグチーム・クラシックでは、グリズルド・ヤング・ベテランズが決勝まで進んだが、MSKに敗れた。NXT Takeover Stand and Deliverで、空位のNXTタッグチーム王座戦でMSKに対戦したが、敗北。グリズルド・ヤング・ヴェテランスが、LAナイトとキャメロン・グライムスを破った。2022年7月19日、ドレイクとギブソンは、ジョー・ゲイシーのスキズムというタッグチームユニットに参加し、それぞれ、ジャガー・リードとリップ・ファウラーに改名した。スキズムは、NXTスタンド & デリバーでアンドレ・チェイス・ユニバーシティーと対戦した。試合は、敗北。
そして、4月、タッグパートナーの、リップ・ファウラーと共に、WWEを退団。

## 獲得タイトル
プログレスリング

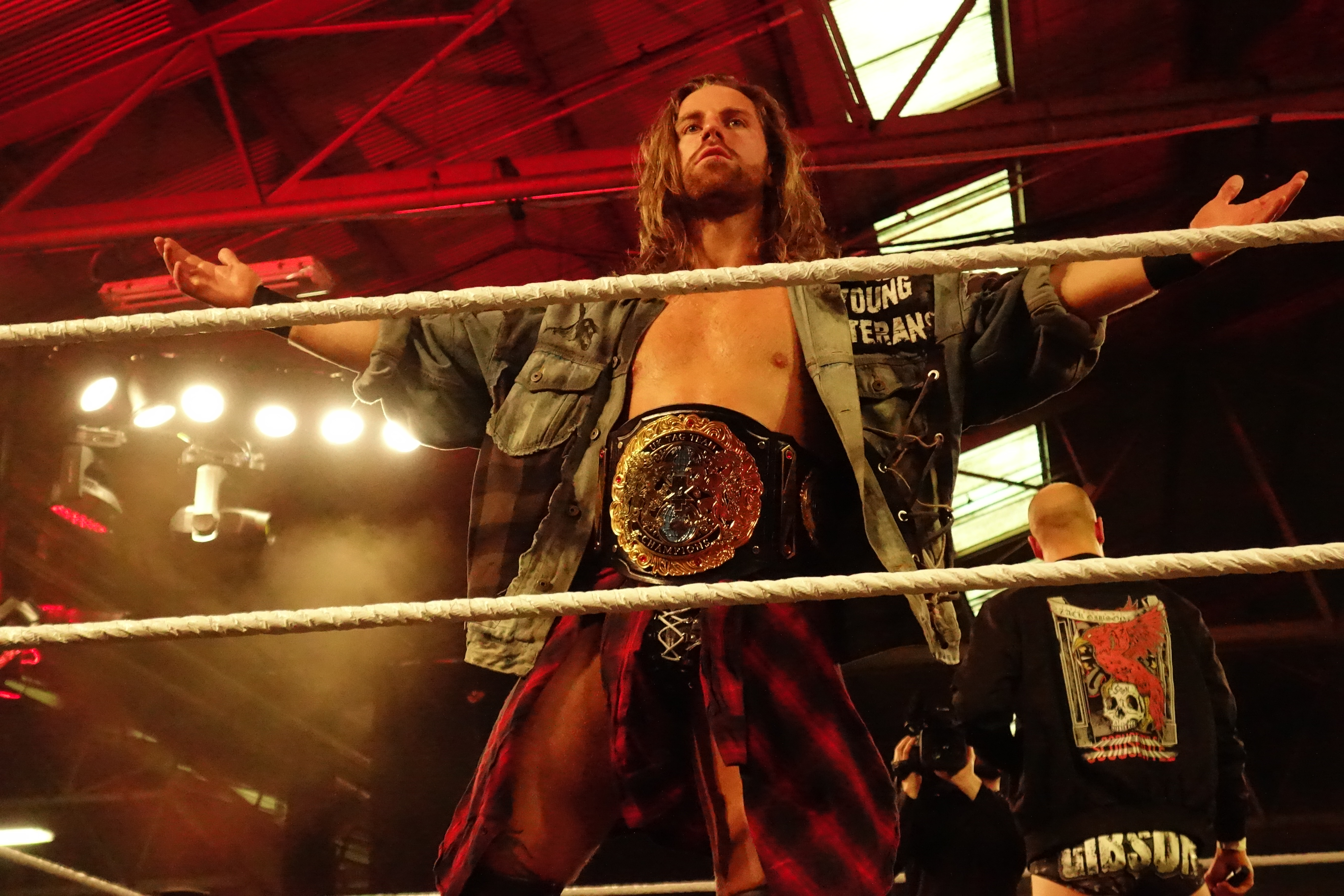
NXT UKタッグチーム王座のドレイク

- プログレス・タッグチーム王座 : 3回（w /ザック・ギブソン

プロレスカオス
- キングオブカオス王座 : 1回

WWE
- NXT UKタッグチーム王座 : 1回（w /ザック・ギブソン

## 入場曲
- On The Otherside
- Grit Your Teeth